# Murder on the Moon
Murder on the Moon (titulado: Crimen en la luna en Argentina y Asesinato en la luna en España) es un telefilme británico-estadounidense de ciencia ficción y misterio de 1989, dirigido por Michael Lindsay-Hogg, escrito por Carla Jean Wagner, musicalizado por Trevor Jones, en la fotografía estuvo David Watkin y los protagonistas son Brigitte Nielsen, Julian Sands y Gerald McRaney, entre otros. Este largometraje fue producido por London Weekend Television (LWT), Tamara Asseyev Productions y Viacom Productions; se estrenó el 9 de mayo de 1989.

## Sinopsis
Después de una guerra atómica en la Tierra, la Unión Soviética y Estados Unidos crean puestos avanzados en la Luna. Cuando en 2015 ocurre un homicidio en el satélite, los investigadores se ven forzados a trabajar mancomunadamente.